# صفيان (الرقة)
صفيان قرية سورية تتبع ناحية مركز الرقة في منطقة مركز الرقة في محافظة الرقة. بلغ عدد سكانها 395 نسمة في عام 2004 حسب إحصاء المكتب المركزي للإحصاء.